# Hemma, hemma få vi vila
Hemma, hemma få vi vila är en psalmtext med sex verser av Lina Sandell-Berg.

## Publicerad i
- Andeliga sånger EFS' nyutgåva 1893 av "Ahnfelts Sånger" från 1855. Nr 99 i 7:de häftet.
- Hemlandssånger 1891 nr 461 under rubriken "Hoppet".
- Svensk söndagsskolsångbok 1908 nr 262 under rubriken "Hemlandssånger".
- Svenska Missionsförbundets sångbok 1920 nr 455 under rubriken "Hemlandssånger".
- Sionstoner 1935 nr 646 under rubriken "Pilgrims- och hemlandssånger".
- Sions Sånger 1951 nr 66.
- Sions Sånger 1981 nr 219 under rubriken "Längtan till hemlandet".